# Combate de Verdeloma (1820)
El Combate de Verdeloma fue un enfrentamiento bélico que ocurrió el 20 de diciembre de 1820 en Verdeloma, actual Biblián, provincia del Cañar, entre las tropas libertarias, lideradas por el Capitán Manuel Chica y Ramos, y las tropas realistas bajo el mando del Coronel Francisco Gonzáles.

## Antecedentes
En la época de 1820, tras la Independencia de Guayaquil se libró una serie de batallas y combates que propiciarían la libertad de los pueblos vecinos. Tras la Primera Batalla de Huachi y el triunfo realista en la misma, los españoles tenían acceso libre a la Provincia Libre de Guayaquil, pero decidieron dirigirse a Cuenca. Las tropas libertarias, por su parte, se ubican entre los ríos Gualay y Tambo, en la denominada Playa de Nazón. Desde Cuenca y Azogues llegan refuerzos para estas tropas, alcanzando un número de 1.000 hombres, igualando así al número de soldados de las tropas realistas.

## El combate
El día 20 de diciembre, la batalla se da entre ambos bandos, siendo una batalla sangrienta, con 400 patriotas muertos. En el bando de los patriotas, se contaban al Capitán Manuel Chica y Ramos, Zenón de San Martín, Capitán León de la Piedra, Capitán Pedro Zea, Felipe y Pedro Serrano, Don Juan Monroy y Ambrosio Prieto como líderes de los ejércitos, mientras que Francisco Gonzáles y Coronel Francisco Eugenio Tamariz por el lado realista. Se desconocen mayores datos del Combate. 
En la posterior Batalla de Tanizagua, en Guaranda, el 3 de enero de 1821, las tropas independentistas derrotadas tienen que refugiarse en la costa de Guayaquil, a la espera de los refuerzos de Antonio José de Sucre.  